# Joan és Melissa
A Joan és Melissa
(eredeti címe: Joan & Melissa: Joan Knows Best?) amerikai valóságshow volt, amelyet 2011. január 25-től 2014. május 4-ig vetített a WE tv. A műsor Joan és Melissa Rivers életébe nyújtott betekintést. A sorozat 4 évadot élt meg 34 epizóddal. Magyarországon 2012. október 20-án mutatták be.
Joan Rivers 2014. szeptember 4-én elhunyt.
A New York Times pozitív kritikával illette a műsort.